# Jednoprůchodový překladač
Jednoprůchodový překladač (anglicky one-pass compiler nebo narrow compiler) je v informatice typ překladače, který prochází zdrojový kód programu pouze jednou (na rozdíl od víceprůchodových překladačů). Jednoprůchodové překladače nevytvářejí mezikód.

## Popis
Jednoprůchodové překladače jsou rychlejší než víceprůchodové, nejsou však schopné generovat tak efektivní programy kvůli svým omezeným možnostem (například optimalizace používají více průchodů kódem). V mnoha programovacích jazycích jsou konstrukce, které kompilaci jediným průchodem znemožňují. Některé programovací jazyky však byly navrženy tak, aby jednoprůchodovou kompilaci umožňovaly. Příkladem jsou dopředné deklarace v jazyce Pascal, které umožňují, aby procedura nebo funkce byla deklarována před svým použitím. Dopředné deklarace umožňují jednoprůchodovému překladači provádět typové kontroly, protože volání procedury, která ještě nebyla deklarována, by bylo hlášeno jako chyba.
```
 
function
 
lichy
(
n
:
 
integer
)
:
 
boolean
;

 
begin

 
if
 
n
 
=
 
0
 
then

 
lichy
 
:=
 
false

 
else
 
if
 
n
 
<
 
0
 
then

 
lichy
 
:=
 
sudy
(
n
 
+
 
1
)
 
{ ''chyba při kompilaci: 'sudy' není definováno'' }

 
else
 

 
lichy
 
:=
 
sudy
(
n
 
-
 
1
)

 
end
;

 

 
function
 
sudy
(
n
:
 
integer
)
:
 
boolean
;

 
begin

 
if
 
n
 
=
 
0
 
then

 
sudy
 
:=
 
true

 
else
 
if
 
n
 
<
 
0
 
then

 
sudy
 
:=
 
lichy
(
n
 
+
 
1
)

 
else
 

 
sudy
 
:=
 
lichy
(
n
 
-
 
1
)

 
end
;

```

Přidáním dopředné deklarace pro funkci sudy před funkci lichy upozorníme jednoprůchodový překladač, že je v programu později definována sudy.
```
 
function
 
sudy
(
n
:
 
integer
)
:
 
boolean
;
 
forward
;

 

 
function
 
lichy
(
n
:
 
integer
)
:
 
boolean
;

 
{ ''Et cetera....'' }

```